# Renesanční malířství

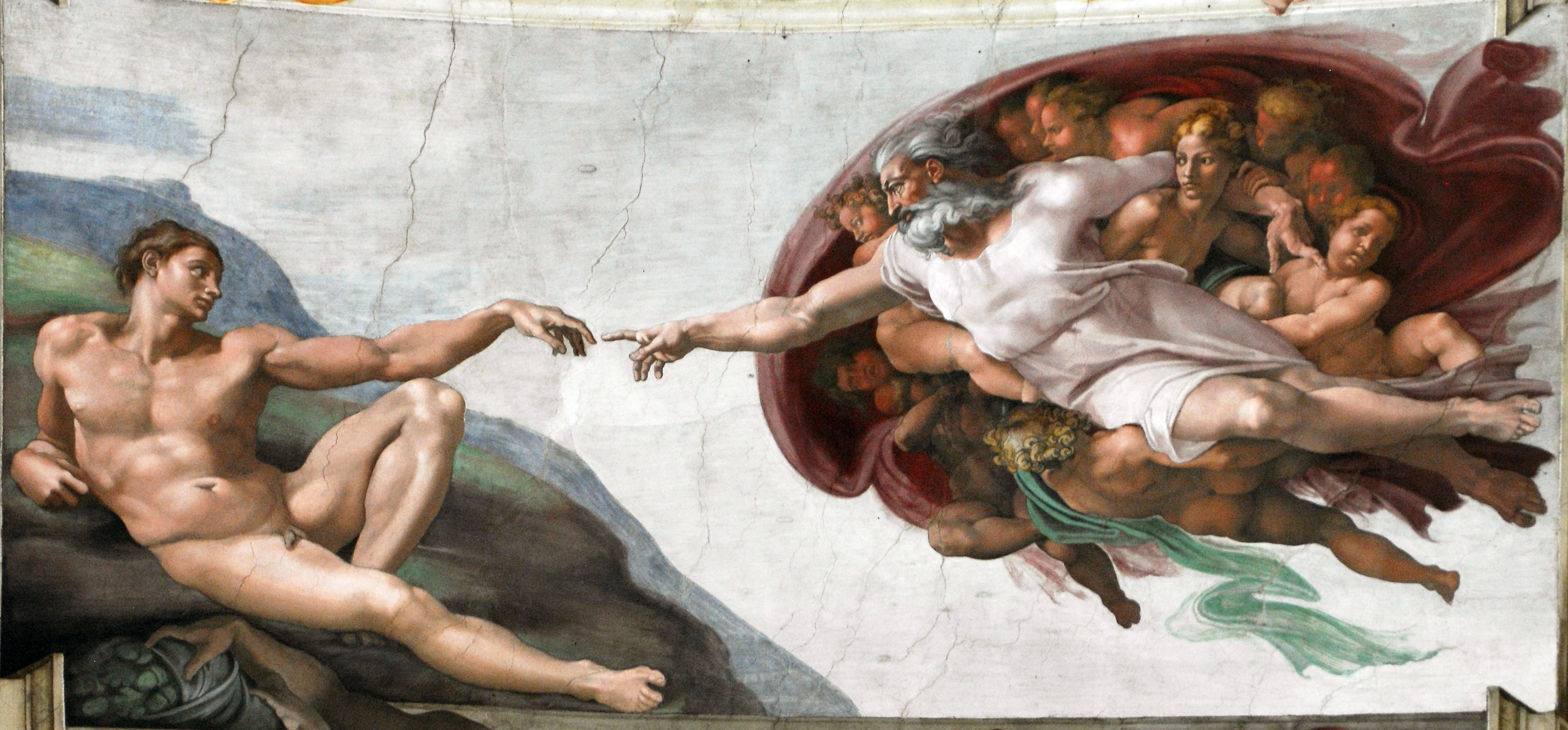
Michelangelo: Stvoření Adama (Sixtinská kaple)

Renesanční malířství je malířství období evropské renesance, zhruba od 14. do 16. století. Začíná v Itálii ve 14. století ("protorenesance", Giotto), následuje raná renesance (Masaccio, Fra Angelico, Piero della Francesca) a vrcholná renesance (Leonardo da Vinci, Sandro Botticelli, Raffael Santi, Michelangelo Buonarroti), která se šíří po celé Evropě (Jan van Eyck, Albrecht Dürer, Pieter Brueghel). Pozdní renesance (Michelangelo, Tizian) přechází v manýrismus a baroko.

## Charakteristika
Charakteristické rysy renesančního malířství jsou například uplatnění perspektivy a kompozice obrazu, anatomická přesnost pohybu a výrazu tváře, realistická barevnost. Raná renesance nese ještě stopy gotického chápání obrazu, ale rychle je opouští. Vrcholná renesance naplno rozvíjí znalosti perspektivního zobrazování jak lineárního, tak barevného. Kompozice v tomto umění je stále složitější, v oblibě je však opět freska, malba, která pokrývá kupole chrámů a stěny světských interiérů. Náměty jsou čerpány z antické a křesťanské mytologie, ale přidávají se také témata světská. Rozšířenost po celé Evropě vnesla do tohoto umění jeho příznačný ráz. Jednotliví malíři mají svůj osobitý rukopis a vlastní dílny, kdy se zabýváme jejich individuální tvorbou. Do tohoto umění zejména patří portrétní umění, alegorie, deskové malířství a iluzionismus. Poprvé se objevila také technika olejomalby, kterou malíři používali na dřevě a později i na plátně.

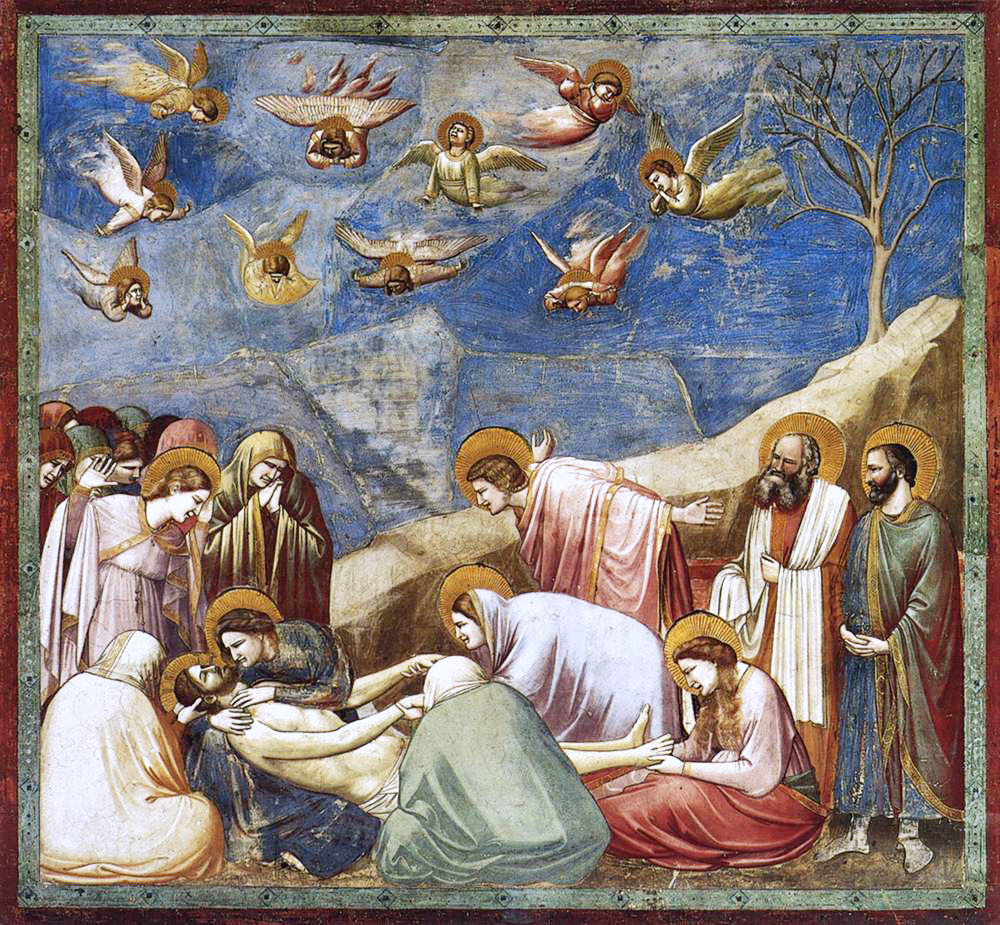
Giotto: Oplakávání Krista (Padova)

Renesanční umění se liší od gotiky tím, že se oprostilo od středověké abstraktní duchovnosti, zejména ve zobrazení lidského těla. Z gotické plošnosti se přešlo k zobrazování prostoru, což mělo vyvolat iluzi hloubky. V renesančním umění není ideálem krásy asketické tělo, ale člověk plný optimismu a života, což měly zvýraznit nahé postavy v ideálních lidských proporcích.

## Renesanční malířství ve světě

### Itálie
Hlavními představiteli z Itálie jsou:
Masaccio, který používá znalost perspektivy a výrazné realistické tendence. Masaccio je umělec rané renesance.
Filippo Lippi, který namaloval s nepřekonatelnou lyričností obraz Madona v zeleni.
Sandro Botticelli, který byl ve svých dílech opojen krásou lidského těla. Jeho díla mají idealizovaný až zduchovnělý charakter. Jeho hlavními díly byly Zrození Venuše, která měla poetickou kompozici a v pojeti figur byla odezvou antiky. Dalšími díly byly například Tři Grácie nebo Primavera.
Leonardo da Vinci byl malíř, sochař, urbanista, hudebník, architekt, vynálezce a věnoval se studiu anatomie. Byl všestranná osobnost a dokonalý příklad renesanční univerzálnosti. Jeho tvorba se váže především k Florencii a Milánu. Hlavními rysy jeho malby byla většinou trojúhelníková kompozice, zvládnutí anatomie a perspektivy, psychologie výrazu a technika šerosvitu. Mezi Leonardova hlavní díla patří Madona ve skalách, Mona Lisa, Dáma s hranostajem, Sv. Anna samotřetí, Svatá rodina, Poslední večeře Páně a mnoho dalších.

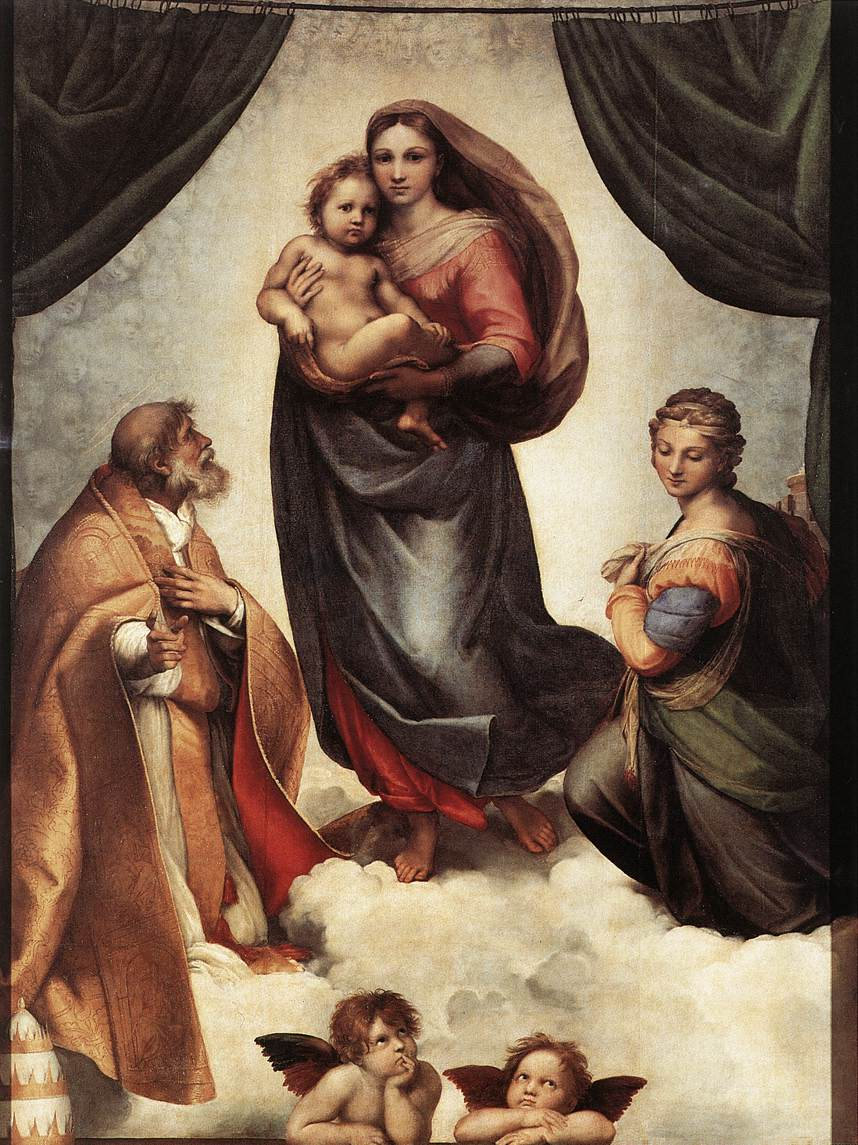
Raffael: Sixtinská madona (Drážďany)

Michelangelo Buonarroti byl malíř, sochař a architekt končící renesance. Je autorem fresek v Sixtinské kapli v Římě, kterou maloval nadvakrát a celkem 10 let. Na stěnách kaple jsou monumentální výjevy ze života Mojžíše a Ježíše Krista. Na stropě jsou další biblické výjevy jako například stvoření Adama, příběh Adama a Evy, potopa světa a mnoho dalšího. Slavné jsou i jeho sochy (Mojžíš, David, Pieta aj.), kde se však již projevují barokní rysy.
Raffael Santi byl vynikající portrétista a to především v dílech Madony, ze kterých sejmul mystičnost a jsou vnímány jako krásné ženy. Z jeho děl čiší optimismus, víra v člověka a radost z pozemského života. Maloval fresky v papežském paláci ve Vatikánu, kde jsou alegorické výjevy zobrazující teologii, filosofii, poezii a právnictví. Mezi hlavní díla patří Athénská škola a Madona sixtinská.

#### Benátské malířství
Hlavními představiteli benátského malířství jsou:
Giorgione a jeho hlavní dílo Spící Venuše.
Tizianovy obrazy vynikají barevností a uvolněnou prací s malbou. Předvedl předzvěst nového chápání umění. Mezi jeho hlavní díla patří -vedle četných portrétů - Venuše urbinská, Bakchanálie, Peníz daně a Danaé.
Tintoretto a jeho hlavní dílo Zuzana v lázních.
Paolo Veronese byl mistr iluzionismu a používal živou barvu.
Giuseppe Arcimboldo byl milánský malíř a organizátor dvorních slavností, oblíbenec tří Habsburských císařů. Roku 1562 byl povolán císařem Ferdinandem I. do Vídně. Tvořil alegorické portréty a fantastické obrazy, na nichž je zdálky vidět třeba portrét postavy a zblízka hromadu ovoce, zeleniny, květin, ryb atd.. Arcimboldo byl znám svou tvůrčí invencí, především olejomalbou na dřevěné desce, rafinovaností nápadů a technickou virtuozitou, což jsou rysy manýrismu.
Jeho hlavními díly jsou cykly Čtyři roční období, které namaloval dvakrát, Čtyři živly, Flóra, Portrét Rudolfa II. jako Vertemna, Právník, Oheň, Voda a další.

### Renesanční malířství mimo Itálii
Hlavními představiteli mimo Itálii jsou:
Jan van Eyck, zakladatel nového slohu v nizozemském malířství. Maloval již olejovými barvami, ale podmalba je ještě malována temperou. Jeho nejslavnějším dílem je Gentský oltář, kde jsou vyobrazeny biblické výjevy jako je Adam a Eva, Madona a další. Slavný je i jeho obraz Podobizna manželů Arnolfiniových.
Pieter Brueghel je nejznámější zástupce celého uměleckého rodu. Brueghel je autorem alegorických výjevů a žánrových scén z holandského života. Jsou na nich vyobrazeny radosti i starosti vesničanů i záludnost pozemského života. Jeho hlavními díly jsou V zemi peciválů, Malomocní a Dětské hry.
Albrecht Dürer byl grafik, malíř, výtvarný teoretik, portrétista a největší osobnost německé renesance. Dürer byl autorem dřevořezů a mědirytin, kde zobrazuje náměty složité alegorie a biblická témata.
Hieronymus Bosch byl nizozemský malíř, jehož nespoutaná fantazie se vymyká z nizozemských tradic. Jeho obrazy jsou alegorické a symbolické, plné apokalyptických hrůz, neřestí, cynismu, svérázného černého humoru a další. V jeho dílech je nesmlouvavý pohled na zkaženost lidstva a zároveň hledání léku na mravní a náboženskou krizi. Jeho hlavním dílem je triptych Zahrada pozemských rozkoší.

### Malířky
Hlavními představitelkami renesanční malby jsou:
Sofonisba Anguissola, italská malířka, jedna z prvních umělkyň, které dosáhly mezinárodního věhlasu. Věnovala se portrétní malbě a často malovala svoje autoportréty.
Fede Galizia, italská malířka, proslavená malbou zátiší. Nádoby nebo mísy s ovocem zachycovala s fotografickou přesností, např. obraz Zátiší s porcelánovou mísou s broskvemi. V portrétní tvorbě byla oblíbená hlavně pro svoje pojetí detailu (portrét Paola Morigia).
Catharina van Hemessen, vlámská malířka. Malovala především realistické portréty bohatých měšťanů a šlechty a obrazy s náboženskou tematikou. Pozadí jejích obrazů bylo pouze jednobarevné a tmavé.
Lavinia Fontana, italská malířka, představitelka manýrismu. Je považována za jednu z prvních profesionálních malířek, které svým dílem živily rodinu. Jako první žena se stala členkou Akademie sv. Lukáše v Římě. Byla vyhledávanou portrétistkou, mezi její nejlepší díla patří Autoportrét u spinetu. Malovala také rozměrné obrazy s náboženskou tematikou (Noli me tangere).

## Renesanční malířství vČechách

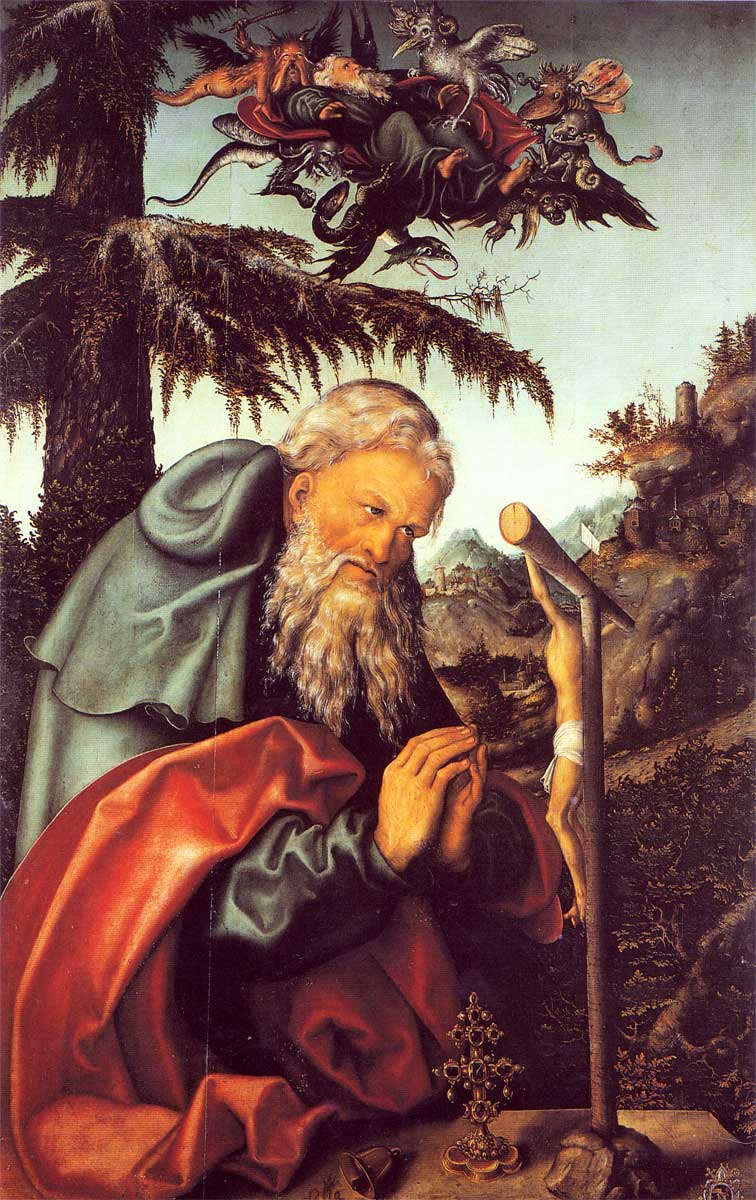
Lucas Cranach starší: Svatý Antonín (1520)

Do Čech přišla renesance díky severoitalským Vlachům. Z počátku přebírá tvarové prvky italské renesance, ale postupně si vytváří vlastní pojetí. Renesance u nás nezakořenila nadlouho, přispěla k tomu i domácí neznalost antických památek. Jedná se především o období 16. století, kdy Ferdinand I. Habsburský pozval skupinu italských umělců a řemeslníků, aby dobudovali Hrad a potom po období vlády Rudolfa II., kdy přenesením dvora do Prahy podnítil umělecký rozkvět. Nejznámější představitelem je Lucas Cranach starší a jeho obraz poustevníka Svatý Antonín.